# Aux portes de l'éternité
 (décembre 2024).
Si vous disposez d'ouvrages ou d'articles de référence ou si vous connaissez des sites web de qualité traitant du thème abordé ici, merci de compléter l'article en donnant les références utiles à sa vérifiabilité et en les liant à la section « Notes et références ».
Aux portes de l'éternité (titre original : Edge of eternity) est un roman historique de Ken Follett, paru en 2014. Après La Chute des géants et L'Hiver du monde, Aux portes de l'éternité est le troisième volet de la trilogie Siècle.

## Résumé
Ce troisième volet sur le XXe siècle commence en 1961 avec la construction du mur de Berlin et se termine avec la chute de ce dernier, puis il y a un bond dans l'histoire et nous nous retrouvons à la toute fin à l'élection du président Obama. On y retrouve les histoires et aventures des familles protagonistes présentes depuis La Chute des géants. Entre guerre froide et guerre économique, cette fin de siècle est tout aussi riche en rebondissements. Le thème de la ségrégation aux États-Unis est également bien présent. Les familles sont de différentes origines, mais principalement des États-Unis, de Russie, d'Angleterre et d'Allemagne.  
Tout comme les deux précédents tomes, Aux portes de l'éternité peut se lire seul. Mais c'est celui qui gagnera le plus à être lu dans l'ordre de publication. Car il faut déjà être attaché aux cinq familles fictives de la trilogie, autour desquelles gravitent les événements historiques, pour pleinement l'apprécier: c'est parce que les familles Dewar (États-Unis), Leckwith-Williams (Angleterre), Franck (Allemagne), Dvorkine-Pechkov (Russie) nous sont déjà «proches» que certaines émotions surgissent, tant les événements se précipitent dans ce troisième tome. 
Quant à la cinquième famille, ce n'est plus celle des Gallois Leckwith (tome 1) ni des Autrichiens von Ulrich (tome 2), mais bien celle de l'Afro-Américain George Jakes: sa présence permet à Follett d'aborder en profondeur la question de la ségrégation aux États-Unis, la démarche non violente de Martin Luther King, les Black Panthers, etc. Ce pan de l'Histoire aura d'ailleurs un écho jusqu'à la toute dernière page de l'ouvrage. Le rock est un élément central de ce tome, accompagnant les évolutions de société occidentales au cours de la période couverte (60s-80s).

## Éditions

### Format papier
- Edge of eternity, broché, langue anglaise, paru le 16 septembre 2014.
- Edge of eternity, poche, langue anglaise, paru le 20 novembre 2014.
- Aux portes de l'éternité, broché, trad. Jean-Daniel Brèque, paru le 25 septembre 2014.

### Format numérique
- Edge of eternity, ePub.
- Edge of eternity, version audio, CD, paru le 16 septembre 2014.
- Aux portes de l'éternité, ePub.